# Sebastian Brunner
Sebastian Brunner (ur. 10 grudnia 1814 w Wiedniu, zm. 26 listopada 1893 tamże) – austriacki pisarz i teolog katolicki.
Był synem wiedeńskiego fabrykanta. W latach 1826–1832 uczęszczał do, prowadzonego przez Benedyktynów, Schottengymnasium. W 1834 rozpoczął studia filozoficzne na Uniwersytecie Wiedeńskim.
25 lipca 1838 uzyskał święcenia kapłańskie, w tym samym roku został profesorem na wydziale filozofii Uniwersytetu Wiedeńskiego. W 1845 uzyskał stopień doktora teologii na Uniwersytecie we Fryburgu. W tym samym roku Uniwersytet Jagielloński przyznał mu tytuł doktora honoris causa.
W latach 1848–1865 był redaktorem naczelnym czasopisma Wiener Kirchenzeitung.
Pisał zarówno prace historyczne i teologiczne, jak i kazania oraz powieści.

## Publikacje
- Die theologische Dienerschaft am Hofe Joseph II : geheime Correspondenzen und Enthüllungen zum Verständniss der Kirchen und Profangeschichte in Oesterreich von 1770-1800 aus bisher unedirten Quellen [...] (1868)
- Die Mysterien der Aufklärung in Oesterreich : 1770-1800 (1869)
- Ein Chorherrenbuch : Geschichte und Beschreibung der Bestehenden und Anführung der aufgehobenen Chorherrenstifte: Augustiner und Prämonstratenser in Österreich-Ungarn, Deutschland und der Schweiz (1883)
- Ein Cisterzienserbuch : Geschichte und Beschreibung der Bestehenden und Anführung der aufgehobenen Cisterzienserstifte in Österreich-Ungarn, Deutschland und der Schweiz (1882)